# Giovanni Battista Sammartini
Giovanni Battista Sammartini (Milano, 1700 o 1701 – Milano, 17 gennaio 1775) è stato un compositore, organista e direttore d'orchestra italiano.
Fu una delle figure principali che contribuirono allo sviluppo dello stile classico.

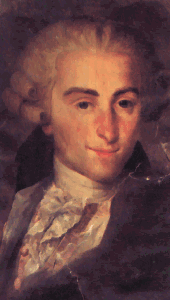
Giovanni Battista Sammartini, in un dipinto di Donnino Riccardi (Milano, notizie 1765-1778), presso Museo internazionale e biblioteca della musica di Bologna, ed è indicato come una probabile copia di un altro dipinto perduto

## Biografia
Giovanni Battista Sammartini nacque come il settimo di otto figli dell'oboista francese (emigrato in Italia) Alexis Saint-Martin e di Girolama de Federici. Ricevette la propria formazione musicale dal padre e nel 1717 si esibiva già come oboista con il fratello Giuseppe nella chiesa di San Celso. Nel 1725 scrisse il suo primo lavoro, consistente in una serie di cinque cantate per la Congregazione del Santissimo Entierro (attualmente ritenuti perduti); tuttavia la sua prima composizione fu un'aria per un oratorio rappresentato nel 1724 (anch'essa non pervenuta). Pochi anni dopo, nel 1728, divenne maestro di cappella presso la Congregazione, posto che occupò per gran parte della sua vita. Nel 1726 fu nominato vice-maestro della Basilica di Sant'Ambrogio per poi diventare maestro titolare nel 1728. Sempre nel 1726 compose l'oratorio Gesù bambino adorato dalli pastori, rappresentato nella Chiesa di San Fedele, il quale fu apprezzato da Johann Joachim Quantz, che in quel periodo soggiornava a Milano.
Sammartini divenne in breve tempo famoso come compositore di lavori sacri (come riporta il contratto che lo nomina vice-maestro a Sant'Ambrogio) dagli anni trenta ebbe popolarità anche al di fuori dell'Italia, soprattutto grazie alla sua musica strumentale; infatti, scrisse un numero considerevole di sinfonie, concerti, sonate e anche lavori drammatici. Debuttò come operista con Memet, messa in scena a Lodi nel 1732. Seguì la sua seconda opera, L'ambizione superata dalla virtù, data a Milano al Teatro Regio Ducale due anni dopo con Vittoria Tesi il 26 dicembre. Sempre negli anni trenta, nella propria città, fondò la prima scuola sinfonica in Europa, della quale facevano parte, anche, i compositori Antonio Brioschi, Ferdinando Galimberti, Giovanni Battista Lampugnani e Melchiore Chiesa.
A fianco delle attività di compositore e maestro di cappella, si occupava dell'insegnamento: oltre all'attività didattica, che svolgeva al Collegio de' Nobili dal 1730, ebbe molti altri allievi, fra i quali si ricorda, soprattutto, il compositore Christoph Willibald Gluck, al quale insegnò dal 1737 al 1741.
Negli anni della sua maturità era il compositore da chiesa più famoso della città: nel 1761 era maestro di cappella in ben 8 chiese milanesi, mentre nell'anno in cui morì, ossia nel 1775, il numero salì a 11.  A queste cariche va aggiunta anche quella di maestro della Cappella Ducale di San Gottardo, ricevuta nel 1768.
Nel 1741 diresse una messa, composta da lui stesso, per commemorare la morte del cardinale Benedetto Odescalchi e l'anno successivo fu direttore della Chiesa di San Paolo de' Barnabiti di Vigevano. Nel 1743 al Regio Ducale mise in scena la sua ultima opera, L'Agrippina, moglie di Tiberio e, quattro anni dopo, in onore della nascita del terzo figlio dell'imperatrice Maria Teresa, l'arciduca Pietro Leopoldo, rappresentò sempre nello stesso teatro la cantata La gara dei geni. Nel 1750 Sammartini iniziò a mandare parecchi lavori orchestrali e da camera al margravio Carl Friedrich di Baden-Durlach a Karlsruhe, che incontrò, probabilmente qualche anno prima, in Italia. Nel 1749 e nel 1751 diresse condusse vari concerti al Castello Sforzesco e nel 1753, in occasione del compleanno di Giuseppe II, compose una cantata. Il 10 aprile 1758 fu uno dei fondatori dell'Accademia Filarmonica di Milano, un'istituzione composta da dilettanti che andavano a suonare in chiese e palazzi.
Tra gli anni cinquanta e settanta incontrò alcuni compositori della nuova generazione, fra i quali si ricordano Johann Christian Bach, che visse a Milano tra il 1755 e il 1762, Luigi Boccherini, che suonò in orchestra sotto la direzione di Sammartini nel luglio del 1765 a Pavia e a Cremona e Leopold e il giovane Wolfgang Amadeus Mozart nel 1770. Sempre in quest'anno ricevette la visita di Charles Burney, in viaggio per descrivere la vita musicale in Italia.
Nel 1773 compose il suo ultimo lavoro, 6 quintetti per archi, e il 17 gennaio 1775 morì a causa di un'infezione polmonare. Il giorno successivo le sue spoglie furono onorate da una sontuosa messa funebre e venne sepolto nella Chiesa di Sant'Alessandro in Zebedia.

## Considerazioni sull'artista
Sammartini può aver influenzato lo stile delle composizioni di Franz Joseph Haydn, infatti, nelle prime sinfonie di quest'ultimo sono presenti alcuni elementi compositivi affini a quelli dell'autore milanese. Nel 1780 il compositore boemo Josef Mysliveček, dopo aver ascoltato alcune sinfonie di Sammartini, disse: "ho trovato il padre dello stile di Haydn". Tuttavia Haydn negò sempre di aver ricevuto influssi da parte di Sammartini.
Sammartini è spesso associato alla formazione della sinfonia, sebbene il cambiamento dalla breve ouverture dell'opera, l'introduzione di nuove serietà e l'uso di nuovi sviluppi tematici furono previsti da Haydn e Mozart.
Qualche suo lavoro è descritto come galante, un nuovo stile associato agli ideali dell'illuminismo, mentre l'impressione prevalente lasciata dall'opera di Sammartini è che contribuì fortemente allo sviluppo dello stile classico, il quale concluse il suo momento di grandiosa chiarezza precisamente quando la vita del compositore s'avvicinava alla fine.

## Innovazioni
Sammartini è principalmente considerato per le sue innovazioni nello sviluppo della sinfonia. Il suo avvicinamento alla composizione sinfonica fu unico, ricevendo influenze dalla sonata a tre (ad es. Arcangelo Corelli) e dalla forma del concerto tipicamente in voga nell'Italia settentrionale (ad es. Antonio Vivaldi), contrariamente agli altri compositori che, durante il suo tempo, scrivevano sinfonie secondo il modello dell'ouverture italiana. Le sue sinfonie sono guidate da intensi ritmi e da forme più chiare, specialmente dalla prima forma-sonata e dalla forma bipartita. I suoi lavori non smisero mai di essere originali e talvolta anticipò la direzione della musica classica come fece lo Sturm und Drang.

## Composizioni
Sammartini fu un compositore prolifico e le sue composizioni includono 3 opere, circa 70 sinfonie, 10 concerti e alcuni lavori di musica da camera, i primissimi ad essere composti nella storia della musica occidentale. Nel 2004 sono approssimativamente 450 i lavori conosciuti composti da Sammartini, tuttavia una considerevole quantità della sua musica è stata perduta, specie i suoi lavori sacri e drammatici. Alcuni potrebbero anche essere considerati perduti a causa della pubblicazione sotto altri nomi, soprattutto del fratello Giuseppe, che nella composizione di musica sacra aveva uno stile simile al fratello.

## Lavori
- 3 opere
- Oltre 50 sonate (per organo; per violoncello; per violino; per flauto)
- 10 concerti (per violoncello e ottavino; per flauto; per violino)
- Oltre 68 sinfonie
- 7 concertini
- 4 marce
- 8 quintetti per archi
- 21 quartetti per archi e flauto
- Circa 200 trii per archi
- 9 arie
- 8 cantate
- 17 lavori sacri